# Francesco Alberoni
Francesco Alberoni   (Borgonovo Val Tidone, 31 de desembre de 1929 - Milà, 14 d'agost de 2023) fou un sociòleg i periodista italià, i professor de sociologia. Va ser membre del consell i president de la Junta de Rai, la Televisió Nacional italiana de 2002 a 2005.
Alberoni figurava entre els pocs escriptors regulars de portada del Corriere della Sera, on va publicar els seus articles des de 1973. Va tenir una columna editorial a quatre columnes titulada Pubblico e privato, que va començar el 1982 per a l'edició de dilluns.

## Joventut
Tot i que diu haver estat un estudiant model i perfeccionista l'escola, admet que no li agradava la disciplina militaritzant, imposada pel feixisme italià en els escolars. Segons la seva autobiografia era un líder nat que sempre ideava jocs i aventures per al grup de nois que solien reunir-se al seu voltant. Com que no hi havia llibres a casa, va descobrir els plaers de llegir només després de la fi de la Segona Guerra Mundial. La lectura d'història i filosofia va ocupar la majoria de les seves tardes a la biblioteca municipal.
Alberoni va estudiar a l'Escola Superior, i després es va traslladar a Pavia per a estudiar medicina, i es va graduar. També allà es va trobar amb el frare Agostino Gemelli, que estava intrigat pel pensament d'Alberoni i la intel·ligència brillant, i el va portar a cursar estudis al camp del comportament social. Durant els seus estudis a Pavia va conèixer Vincenza Pugliese amb qui es va casar el 1958. Del seu matrimoni té tres fills: Margherita (1959), Francesca (1961) i Paolo. Més tard va viure amb Laura Bonin, dels quals un quart fill: Giulio. El 1998 es va casar amb Rosa Giannetta, l'antiga amant de l'arquitecte italià Roberto Guiducci.

## Carrera acadèmica
La seva carrera acadèmica inclou les següents posicions:
- Professor Adjunt de Psicologia de la Universitat Catòlica de Milà el 1960
- Professor Adjunt de Sociologia el 1961, i després professor titular de Sociologia a la Universitat Catòlica de Milà el 1964
- Membre de la Comitè Binacional Fundació Olivetti, la Fundació Ford i del Consell de Recerca de Ciències Socials
- Degà de la Universitat de Trento (Itàlia) des de 1968 fins a 1970.
- Professor de la Universitat de Lausana, la Universitat de Catània, i després torna a la Universitat de Milà (1978)
- Ex docent de la Universitat IULM. Va ser Degà de l'Escola fins a l'any 2001
- Membre del Consell de Cinecittà (2002-2005)
- Degà del Centre Experimental de Cinematografia (2003-actual)

## Treballs publicats
Alberoni va dur a terme nombrosos estudis sobre la sociologia dels moviments i els individus, i especialment sobre la naturalesa de l'amor i les relacions entre individus i grups.
Els principis d'Alberoni es troben a Movimento e istituzione, un dels primers llibres sobre l'anàlisi sociològica dels moviments, el seu començament, desenvolupament i final. Va ser considerat una fita en l'anàlisi dels moviments socials. Hi desenvolupa el concepte de l'estat naixent, el moment en què el lideratge, les idees i la comunicació, s'uneixen i alimenten el naixement de moviments. El primer treball va ser seguit per Consumi e Società, que va contribuir a alimentar el creixement de les escoles de comercialització a Itàlia.

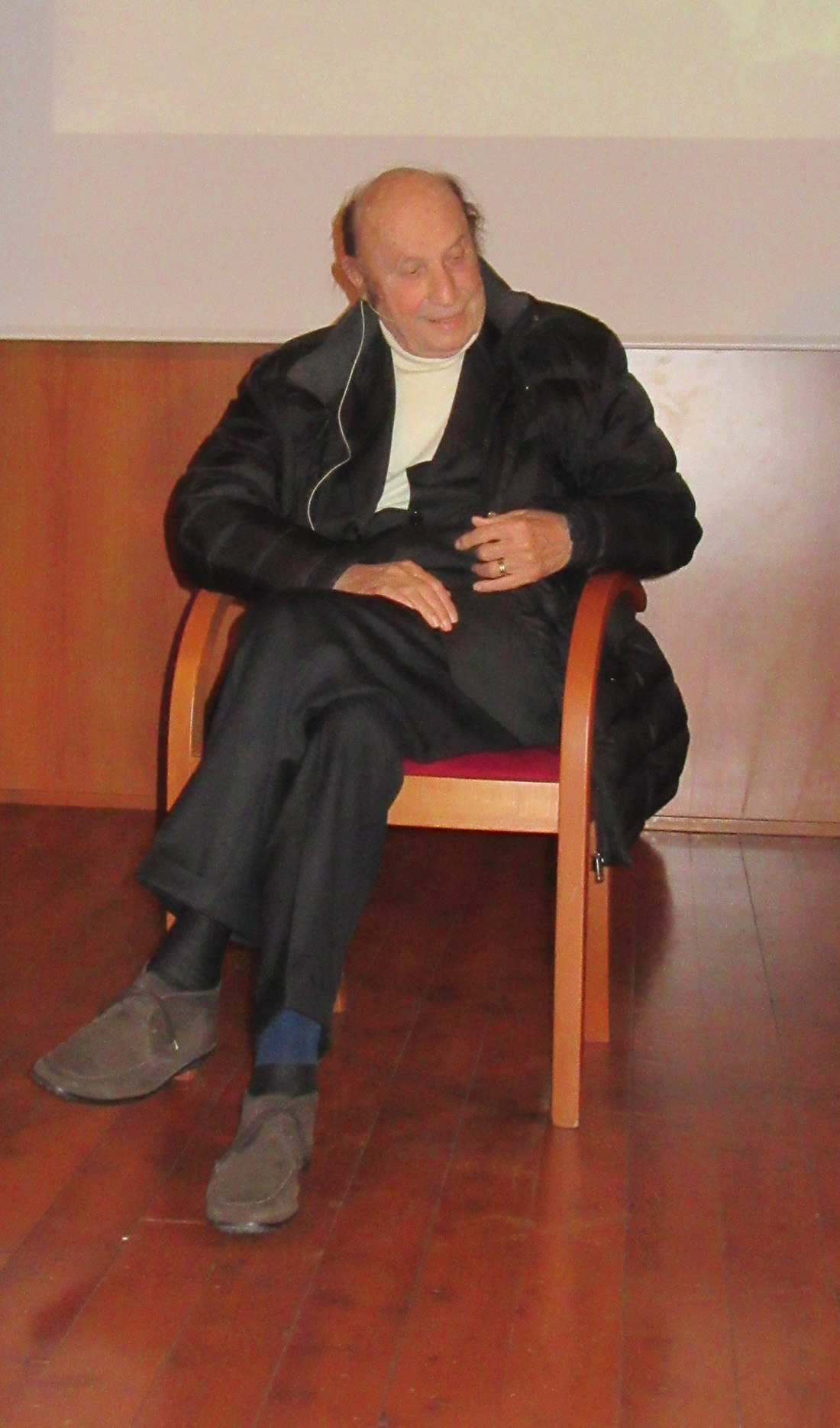
Francesco Alberoni, durant un seminari a Codogno, 11 de desembre 2016

El 1979 va publicar el seu best-seller Innamoramento e amore en el qual desenvolupa i amplia les idees i els models teòrics dels moviments i les institucions, sosté que l'experiència d'enamorar-se és, en essència, l'estat naixent d'un moviment col·lectiu format exclusivament per dues persones. Alberoni explorava el tema en major detall i fa servir el llenguatge de les històries d'amor i no l'argot abstracte de la psicoanàlisi o la sociologia. Aquest llibre, que va ser rigorosament científic i al mateix temps innovador en el seu punt de vista lingüístic, va ser un best-seller internacional traduït a vint idiomes. Després de més de deu edicions, es va continuar publicant a Itàlia.
Els següents treballs foren Amicizia de 1984, traduït a 13 llengües, i Eròtica de 1986, en el qual hi compara l'erotisme masculí i femení. Després va seguir el vol nupcial (Garzanti, Milà, 1992), on va prendre una mirada més propera a preadolescents i adolescents que e pengen («s'enamoren») d'estrelles de cinema, i d’aquí a la tendència femenina general a cercar objectes d’amor superiors.
Els seus llibres de sociologia inclouen Genesi (1989), que il·lustra les seves teories sobre l'experiència fonamental de l'estat naixent, la diferència entre l'estat incipient i Nirvana, el concepte de la democràcia, i el que ell anomena Civilitzacions culturals.
Les col·leccions d'assaigs breus sobre el tema dels moviments col·lectius, alguns dels quals van ser inclosos en Le sorgenti dei sogni (Rizzoli, Milà, 2000), van ser publicades més tard sota el títol més apropiat de les meves teories i la meva vida. Els seus assaigs del Corriere della Sera es van publicar per Rizzoli.
Els llibres d'Alberoni van tenir un gran èxit tant a Itàlia com a l'estranger que es va traduir no només en països com el Japó, Espanya, França, Dinamarca, Brasil, Suècia i molts altres, com Turquia i Israel. Els llibres compostos per articles de premsa van ser assenyalats per alguns crítics com mancats d'anàlisi científica, suposadament per reduir l'assessorament a un nivell casolà sobre la vida d'avui i assumptes d'amor.
Els seus últims llibres foren considerats pels crítics innovadors i notables tant per l'originalitat del contingut, i l'estil d'escriptura. Específicament Il mistero dell'innamoramento a la segona part del tractat ofereix una crítica original de les teories més importants d'enamorar, especialment pel que fa a l'escola social francès. Sesso e amore va ser la primera anàlisi sistemàtica sobre el terreny i fou un avenç en l'acostament al tema d'amor.

## En català[2]
- T'estimo (Ti amo), Gedisa, 1997
- El primer amor (Il primo amore), Gedisa, 1998
- Coratge!: Una exhortació a fer-nos amos del nostre destí (Valori), Pòrtic, 1999
- Coratge! (Valori), Grupo Libro 88, 1999
- Les fonts dels somnis (Le sorgenti dei sogni), Pòrtic 2000
- L'art de Liderar: Manar amb justícia (L'arte del comando), Pòrtic 2003